# Filippo Gallinella
Filippo Gallinella (Florence, 11 octobre 1979) est un homme politique italien.

## Biographie
En 2013, il est élu député de la circonscription Ombrie pour le Mouvement 5 étoiles.